# Starstruck (VTM)
Starstruck is een televisieprogramma dat gebaseerd is op het gelijknamige format uit het Verenigd Koninkrijk dat sinds 2022 door de zender ITV wordt uitgezonden. Vanaf 1 december 2023 werd het eerste seizoen van de Vlaamse versie op de Belgische televisiezender VTM uitgezonden. Het programma wordt gepresenteerd door Laura Tesoro. De eerste seizoensfinale werd gewonnen door Sonny Vande Putte (Freddie Mercury). Hij is de lead zanger van Mother Mercury Queen Tribute. 

## Opzet
72 onbekende Vlamingen nemen het tegen elkaar op als een bekende artiest. Elke aflevering nemen 4 teams van telkens 3 kandidaten die dezelfde artiest uitbeelden, het tegen elkaar op. Een jurypanel, bestaande uit Bart Kaëll, Nora Gharib, Nathalie Meskens en Guga Baúl, beoordeelt wie doorstoot. Elke aflevering stoten 2 van de 12 kandidaten, van een verschillende bekende artiest, door naar de sing-off. In de finale nemen de 12 artiesten die doorgestoten zijn tijdens de sing-off het tegen elkaar op tot er 1 winnaar overblijft. 

## Overzicht
| Afl. | Uitzenddatum     | Presentatie  | Bekende artiest | Bekende artiest | Bekende artiest | Bekende artiest | Winnende artiesten | Winnende artiesten | Jurypanel  | Jurypanel   | Jurypanel        | Jurypanel | Kijkcijfer |
| ---- | ---------------- | ------------ | --------------- | --------------- | --------------- | --------------- | ------------------ | ------------------ | ---------- | ----------- | ---------------- | --------- | ---------- |
| 1    | 1 december 2023  | Laura Tesoro | Whitney Houston | Harry Styles    | Måneskin        | Adele           | Whitney Houston    | Måneskin           | Bart Kaëll | Nora Gharib | Nathalie Meskens | Guga Baúl | 675.759    |
| 2    | 8 december 2023  | Laura Tesoro | Bruno Mars      | Lady Gaga       | Freddie Mercury | Dua Lipa        | Freddie Mercury    | Bruno Mars         | Bart Kaëll | Nora Gharib | Nathalie Meskens | Guga Baúl | 599.551    |
| 3    | 15 december 2023 | Laura Tesoro | Beyoncé         | Robbie Williams | Tina Turner     | Amy Winehouse   | Robbie Williams    | Tina Turner        | Bart Kaëll | Nora Gharib | Nathalie Meskens | Guga Baúl | 577.832    |
| 4    | 22 december 2023 | Laura Tesoro | Céline Dion     | Bon Jovi        | Katy Perry      | Natalia         | Céline Dion        | Natalia            | Bart Kaëll | Nora Gharib | Nathalie Meskens | Guga Baúl | 603.991    |
| 5    | 29 december 2023 | Laura Tesoro | Anouk           | Justin Bieber   | Madonna         | Alicia Keys     | Madonna            | Alicia Keys        | Bart Kaëll | Nora Gharib | Nathalie Meskens | Guga Baúl | 532.867    |
| 6    | 12 januari 2024  | Laura Tesoro | Bono            | Britney Spears  | Billie Eilish   | Elton John      | Elton John         | Billie Eilish      | Bart Kaëll | Nora Gharib | Nathalie Meskens | Guga Baúl | 599.075    |
| 7    | 19 januari 2024  | Laura Tesoro | Whitney Houston | Måneskin        | Freddie Mercury | Bruno Mars      | Freddie Mercury    | Freddie Mercury    | Bart Kaëll | Nora Gharib | Nathalie Meskens | Guga Baúl | 650.147    |
| 7    | 19 januari 2024  | Laura Tesoro | Robbie Williams | Tina Turner     | Céline Dion     | Natalia         | Freddie Mercury    | Freddie Mercury    | Bart Kaëll | Nora Gharib | Nathalie Meskens | Guga Baúl | 650.147    |
| 7    | 19 januari 2024  | Laura Tesoro | Madonna         | Alicia Keys     | Elton John      | Billie Eilish   | Freddie Mercury    | Freddie Mercury    | Bart Kaëll | Nora Gharib | Nathalie Meskens | Guga Baúl | 650.147    |